# Ді Ді Ворвік
Делія Хуаніта Ворвік (англ. Dee Dee Warwick; 25 вересня 1942 — 18 жовтня 2008) — професійно відома як Ді Ді Ворвік, була американською соул-співачкою. Народилася в Ньюарку, штат Нью-Джерсі, вона була сестрою співачки Діонн Ворвік, племінниці Сіссі Г'юстон і двоюрідної сестри співачок Вітні Г'юстон і Леонтина Прайс.

## Життєпис
Ворвік народилась в Іст-Оранджі, штат Нью-Джерсі, у сім'ї Мансела Воріка (1911—1977), який почав свою кар'єру вантажником Pullman на залізниці, а згодом став шеф-кухарем, промоутером евангельських записів для Chess Records, а згодом — дипломованим бухгалтером; та Лі Дринкард-Воррік (1920—2005), менеджер The Drinkard Singers. У Ворвіка була одна сестра, Діонна Уорвік, і брат, Мансель-молодший, який загинув в аварії в 1968 році у 21-річному віці. Вона була афроамериканського, індіанського, бразильського та голландського походження. Ворвік закінчила середню школу East Orange High School у 1960 році.
Ді Ді Ворвік почала займатися сольною кар'єрою в 1963 році, записавши, як повідомляється, найранішу версію пісні «You're No Good» для Jubilee Records, спродюсованої Джеррі Лейбером і Майком Столлером, які пізніше записали Ворвік на власному лейблі Tiger з The Сингл 1964 року «Don't Think My Baby's Coming Back». У 1964 році Ворвік записала версію пісні «I (Who Have Nothing)» для маленького лейблу Буффало, Нью-Йорк (Hurd) — хоча слова пісні написали Лейбер і Столлер, дует не брав участі в записі Ворвік — і Ді Ді також записали як учасника Allison Gary and the Burners (як і Cissy Houston) з релізом на Royo під назвою «Darling».
Ворвік дебютувала на телебаченні, виконавши госпел-пісню «Children, Go Where I Send Thee» разом зі своєю сестрою Діонною в програмі NBC Hullabaloo, яка вийшла в ефір 30 березня 1965 року. Уорвік також виступила в програмі Shivaree, яка вийшла в ефір 17 липня 1965 року; вона співала «We're Doing Fine» і «I Want to Be with You».